# Johann Friedrich Petersen (der Ältere)

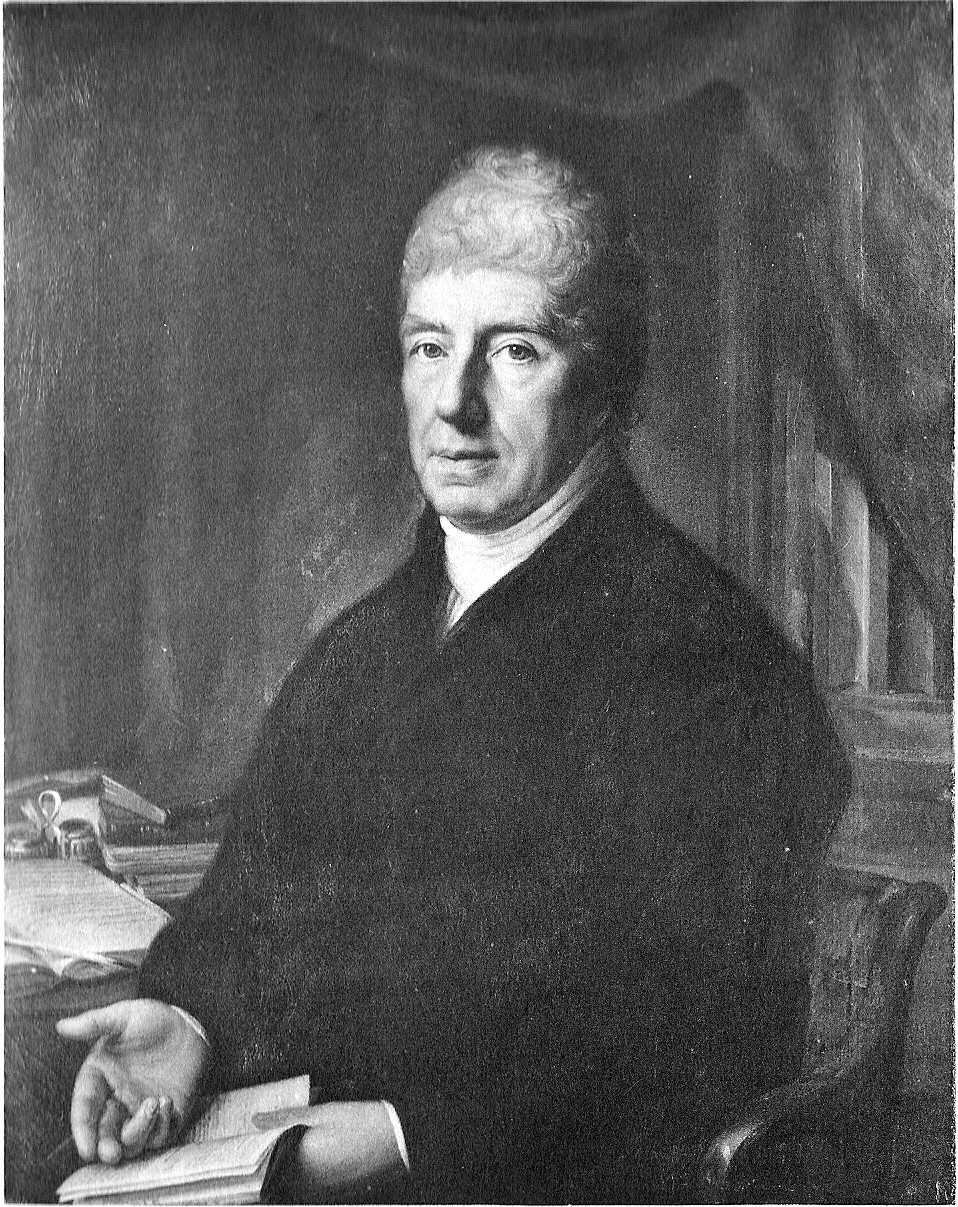
Johann Friedrich Petersen, Porträt von Carl Schmidt-Carlson (1829)

Johann Friedrich Petersen der Ältere (* 9. März 1760 in Lübeck; † Mai 1845 ebenda) war ein deutscher evangelisch-lutherischer Geistlicher und Mitbegründer der Gesellschaft zur Beförderung gemeinnütziger Tätigkeit in Lübeck.

## Leben
Petersen stammte aus einer Pastorenfamilie und war der Sohn des Hauptpastors der Lübecker Jakobikirche Peter Hinrich Petersen († 26. Januar 1799). Er studierte Evangelische Theologie an der Universität Göttingen. Am 18. August 1785 wurde er zum Prediger am Lübecker Dom gewählt. Am 4. Oktober 1827 wurde er als Nachfolger des in den Ruhestand verabschiedeten Johann Heinrich Carstens (Haupt)pastor des Doms.
Er war der Aufklärung zugetan und vielfältig engagiert. 1789 gründete er mit dem Prediger der Petrikirche und späteren Advokaten Ludwig Suhl (1752–1819) und Christian Adolph Overbeck, Johann Julius Walbaum, Anton Diedrich Gütschow, Gottlieb Nicolaus Stolterfoth (1763–1806) und Nikolaus Heinrich Brehmer (1765–1822) am 27. Januar 1789 zunächst eine Literärische Gesellschaft zur wissenschaftlichen Unterhaltung und gegenseitiger Unterrichtung. 1791 wurde der Zweck der Gesellschaft um den gemeinnützigen Aspekt erweitert, und seit 1793 führt sie den Namen Gesellschaft zur Beförderung gemeinnütziger Tätigkeit, der sich bis heute erhalten hat.
Gemeinsam mit Hermann Friedrich Behn setzte er sich unter dem Dach der Gesellschaft für die Einrichtung eines Präparanden-Seminars zur Lehrerausbildung ein. In dem 1807 gegründeten Lübeckischen Lehrer-Seminar war er der erste Direktor. Theologisch war er einer milden Aufklärungstheologie verpflichtet.
Zum 25-jährigen Jubiläum des Seminars 1832 ehrte ihn die Gesellschaft mit ihrer ersten Goldenen Denkmünze.
1835, zur Feier seines fünfzigjährigen Amtsjubiläums, ehrte ihn der Lübecker Senat mit der höchsten Auszeichnung der Stadt, der Gedenkmünze Bene Merenti. Petersen war der erste Empfänger dieser neugeschaffenen Auszeichnung.
Als Petersen starb, war er der dienstälteste Geistliche der Stadt. Sein gleichnamiger Sohn Johann Friedrich Petersen (der Jüngere) wurde ebenfalls Pastor und sein Nachfolger am Dom.

## Werke
- Commentatio Exegetico-Theologica In Capvt XV Epistolae Pavli Prioris Ad Corinthios. Göttingen 1783 (Digitalisat).
- Das Leben der Menschen auf Erden: ein Leben für die Ewigkeit. Eine Predigt bey dem Antritt seines Amtes. Lübeck 1785.
- Kurze Lebensgeschichte Sr. Hochehrwürden des am 26. Januar 1799 entschlafenen Herrn Peter Hinrich Petersen Hauptpastoren an der Jakobi Kirche in Lübeck mitgetheilet von seinem Sohne Johann Friederich Petersen Prediger am Dom. Lübeck [s.n.], 1799.